# Gürpınar
Gürpınar, anciennement Hayots Tzor (en arménien Հայոց Ձոր), est un district et une ville de Turquie, située dans la province de Van à 26 kilomètres de la préfecture Van. En 2000, la population du district s'élève à 37 226 habitants et celle de la ville seule à 6 211 habitants.